# 磁区
磁区（じく、英: Magnetic domain）とは、強磁性体やフェリ磁性体の内部に存在する磁気双極子の集まりで、磁気モーメントが一方向にそろっている小さな領域。

## 概要
強磁性体やフェリ磁性体内部の微細な領域の磁気モーメントが一方向に揃っており、各領域は磁壁によって分離されている。
磁区はキュリー点以上になると消滅する。磁区の存在については、1907年にピエール・ワイスが強磁性原子の磁気モーメントが外部磁場が存在しなくても金属結晶の方向と密接に関係する配向した方向によって設定されることを発見した。1931年にフェリックス・ブロッホによって磁壁の説明が行われ、後にルイ・ネールは異なる磁壁の存在を示した。1935年にレフ・ランダウとエフゲニー・リフシッツによって最初の現実的な磁区モデルが提案され、彼らはランダウ＝リフシッツ＝ギルバート方程式を導き出した。

## ギャラリー

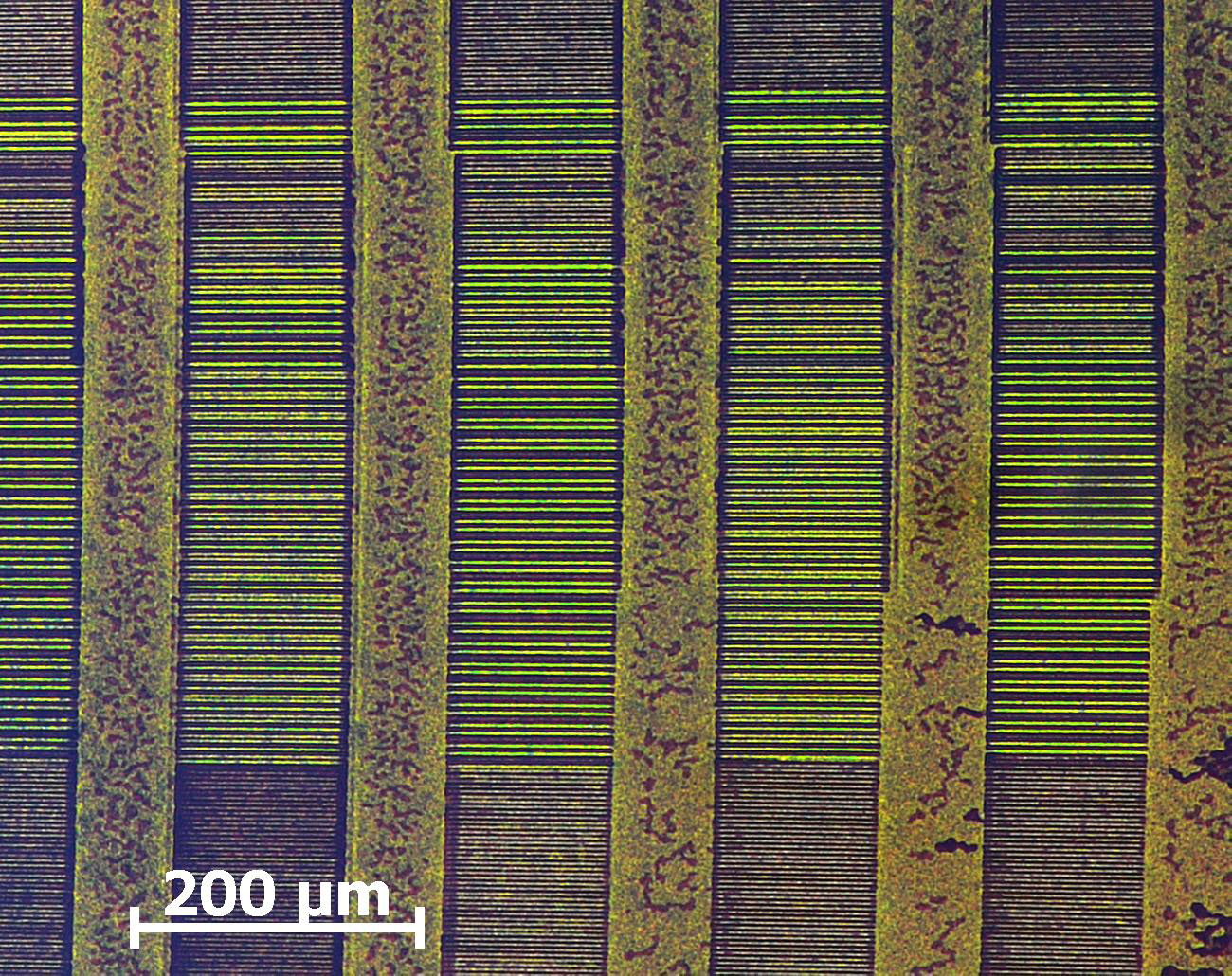
フロッピーディスクの磁区
磁区が動く様子